# Neotheronia kompassi
Neotheronia kompassi là một loài tò vò trong họ Ichneumonidae.